# Hedelfinger Riesenkirsche
Die Hedelfinger Riesenkirsche, auch Wahler Kirsche, Spiegelkirsche, Nußdorfer Schwarze, Abels Späte, Froschmaul, Glemser, Bigarreau von Oerdingen oder auch kurz Hedelfinger genannt, ist eine Süßkirsche aus Deutschland. Sie gehört zu den Knorpelkirschen.

## Herkunft
Die Sorte Hedelfinger Riesenkirsche ist vermutlich um 1850 in Hedelfingen als Zufallssämling entdeckt worden. Sie ist eine der häufigsten Kirschsorten und wird vor allem in Deutschland, aber auch in Frankreich, Österreich, Ungarn und den USA angebaut.

## Sorteneigenschaften

### Baum
Der Baum ist sehr starkwüchsig, gesund, widerstandsfähig und sehr anpassungsfähig und daher sowohl für sonnige als auch für kühle Lagen geeignet.

### Frucht
Der Fruchtstiel ist mit etwa 50 mm mittellang und kräftig. Die Steinfrucht ist mittelgroß bis groß, je nach Behang 23 bis 28 mm hoch und 20 bis 23 mm dick, oval, herzförmig, die Bauchnaht als dunkle Linie sichtbar, bei einem Gewicht bis zu etwa 13 Gramm. Die für Knorpelkirschen typische zähe und mattglänzende Haut wechselt die Farbe von zunächst braunrot zu violett-schwarz im vollreifen Zustand. Das Fruchtfleisch ist fest knackend und saftig bei zunächst hellroter und je nach Reifegrad immer dunkler werdender Farbe – zuletzt beinahe schwarz. Der Stein ist mit etwa 11 mm × 7 mm mittelgroß und schlankoval. Die Frucht neigt zum Platzen bei Regen und reift in der 5.–6. Kirschwoche.

### Bestäubung
Die Blütezeit ist spät. Die Sorte „Hedelfinger Riesenkirsche“ braucht, da sie selbststeril ist, einen passenden Befruchtungspartner. Geeignet sind andere spätblühende Kirschsorten wie zum Beispiel Schneiders späte Knorpelkirsche, Büttners Rote Knorpelkirsche, Regina, Schattenmorelle.